# Secom

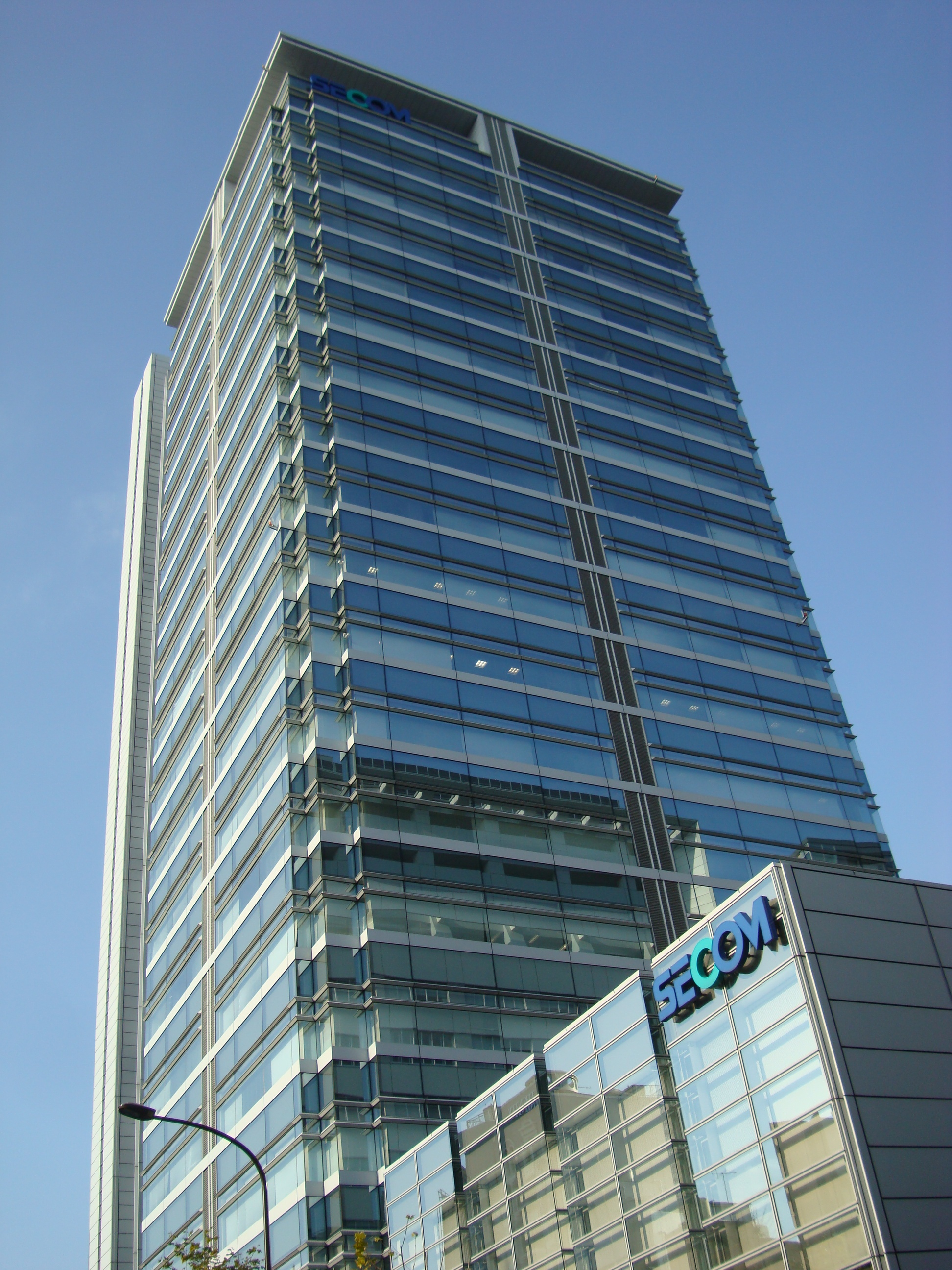
Sitz des Unternehmens in Shibuya

Secom ist ein börsennotiertes japanisches Sicherheitsunternehmen mit Sitz im Tokioter Stadtbezirk Shibuya.

## Übersicht
Secom wurde 1962 von Makoto Iida (1933–2023) als erstes Unternehmen Japans im Sicherheitsbereich gegründet. Das Unternehmen bietet Produkte der Sicherheitstechnik an, mit denen private oder gewerbliche Objekte überwacht werden können. Bei einer Alarmauslösung in einer Zentrale des Unternehmens werden eigene Mitarbeiter und externe Einsatzkräfte alarmiert. Neben Einbruchmeldeanlagen werden auch Brand- und Gasmeldeanlagen verkauft.
Auch ein kleineres Sicherheitsunternehmen in Ofterdingen trägt den Namen SeCom. Es besteht keine Verbindung zum gleichnamigen japanischen Konzern.